# Dungeon Master II: The Legend of Skullkeep
Dungeon Master II: The Legend of Skullkeep (также издавалась под названием Dungeon Master II: Skullkeep) — продолжение ролевой видеоигры в жанре исследования подземелий Dungeon Master. Игра была выпущена в 1993 году в Японии и в 1995 году в других странах. Доступна для платформ DOS, Amiga, Macintosh, Sega CD, PC-9801, PC-9821, DOS/V and FM Towns.

## Разработка
В 1994 году Уэйн Холдер из FTL заявил, что компания рассматривала возможность использования в Dungeon Master II системы свободного передвижения, подобной Doom или Ultima Underworld, однако разработчики отдают предпочтение игровому дизайну, ориентированному на головоломки, в то время как свободное передвижение усложняет создание головоломок.

## Сравнение платформ
Графика: Между версиями для DOS и Amiga существует множество графических различий. Например, анимация заставки и финальная анимация отличаются между версиями. Графика предметов также различается: версия для Amiga, несмотря на обозначение как AGA-игры, фактически использует 32-цветный режим ECS (что подтверждается возможностью запуска на компьютерах Amiga 600 с 2 МБ оперативной памяти), тогда как версия для DOS использует 256-цветную VGA-графику. Версия для PC-9821 поддерживает 256-цветную графику, в то время как версия для PC-9801 использует графику с дизерингом для соответствия цветовой палитре PC-9801.
Компоновка экрана: Версия для Macintosh включает два варианта интерфейса: обычный и компактный.
Музыка: Музыкальное сопровождение различается в зависимости от версии игры: версия для PC использует MIDI-музыку (звучание которой зависит от используемой звуковой карты), версия для Amiga использует MOD-файлы, а версия для Sega CD использует аудиодорожки компакт-диска.

## Reception
| Иноязычные издания   | Иноязычные издания |
| Издание              | Оценка             |
| -------------------- | ------------------ |
| Next Generation      | [ 5 ]              |
| PC Gamer (US)        | 65%                |
| PC Zone              | 59% (DOS)          |
| PC Games             | B                  |
| The One              | 93%                |
| Computer Game Review | 63/42/56           |

Dungeon Master II получила смешанные отзывы и показала слабые продажи. Рецензируя версию для Sega CD, Обозреватель GamePro указал на неудобство использования стандартного контроллера Mega Drive с интерфейсом типа «укажи и щёлкни», рекомендуя для комфортной игры использовать Sega Mouse. Критике также подвергся игровой механизм поддержания освещения и запасов еды. Однако большую часть обзора составили положительные отзывы о системе поведения противников, которая была охарактеризована как настолько умная и естественная, что «напоминает игру против реального соперника».
Обозревая последующую версию для персональных компьютеров, критик Next Generation отметил, что несмотря на успех оригинальной Dungeon Master, сиквел сохранил аспекты предшественника, которые к тому времени морально устарели. Назвав «оригинальную магическую систему» одним из редких положительных моментов, рецензент поставил игре две звезды из пяти.
The One оценил Amiga-версию в 93 %, отметив атмосферность игры и объёмные звуковые эффекты. При этом журнал негативно отозвался о попытках FTL внедрить улучшенную систему передвижения, заявив, что «она не дотягивает до уровня тогдашних клонов Doom». Признав, что Dungeon Master II превосходит Doom-подобные игры по глубине геймплея, The One всё же заключил, что Dungeon Master II представляет собой «отличную игру, достойную высоких баллов».